# Cidlina (okres Třebíč)
Cidlina je obec v okrese Třebíč v Kraji Vysočina. Leží asi 10 km jihozápadně od města Třebíče. Žije zde 98 obyvatel.
Sousedními obcemi sídla jsou Štěměchy, Želetava, Čáslavice, Lesonice, Římov a Babice.

## Geografie
Cidlinou prochází ze severu k jihu silnice z Bítovánek a ze silnice II/410 do Lesonic, přes severní část území obce pak ze západu k východu prochází silnice II/410 z Bítovánek a Želetavy do Římova. Ze silnice II/410 severně pak vede užitková lesní silnice do Dašova a jižně do Cidliny. Ze zastavěné části Cidliny pak jihovýchodně vede silnice do Babic. Přes jižní část území obce vede z Bítovánek přes Cidlinu do Lesonic cyklostezka 5125, přes severní část území obce vede cyklostezka 5216, ta vede severně od vesnice i okolo Dašovic a Mařenky, dále vede okolo PR Blatná hráz a pak dál do Čáslavic.
Území obce je cca 5 km dlouhé a cca 1 km široké, jižní část, kde se nachází zastavěná část území obce, je využívána zemědělsky s několika izolovanými lesy. Severní část je lesnatá a výrazně kopcovitá.
Severní hranice území obce je tvořena nepojmenovanou zdrojnicí Dašovského potoka, ten také tvoří část severní hranice území obce, dále teče na východ k Římovu, kde se vlévá do Římovky. Nedaleko hájenky na západním okraji území obce pramení Šebkovický potok, ten teče dále východně přes přírodní rezervaci Blatná hráz, kde se do něj vlévá několik dalších nepojmenovaných potoků, posléze i mimo území sbírá vodu z dalších mnoha zdrojnic a nakonec se u Lesůněk vlévá do Rokytné. Na západním okraji území pramení jedna ze zdrojnic Bítovanského potoka, další zdrojnice pramení těsně za západní hranicí u Zadního rybníka. Pod Hrubovou horou pramení Cidlinský potok, který pak teče jižně přes Cidlinu, postupně se do něj vlévá několik nepojmenovaných potoků pramenících na území obce, na jednom z nich na jižní hranici obce se nachází Skřípový rybník, Cidlinský potok se pak u Jakubova u Moravských Budějovic vlévá do Jakubovského potoka. 
Většina území obce je kopcovitá, jižní část, která je zemědělsky využívána se nachází ve výšce cca 550 metrů nad mořem, severní část dosahuje i výšek přes 650 metrů nad mořem. Těsně za východní hranicí území se nachází Kozí vrch (574 m), těsně za východní hranicí území se nachází nepojmenovaný vrch s vysílačem (669 m). Část západní hranice přibližně ve středu území obce je tvořena vysokými kopci, jsou jimi Hrubova hora (650 m), Srnčí vrch (683 m) a Maková hora (682 m). Východní hranici směrem k Bítovánkám tvoří nepojmenovaný kopec s kótou 662 m a na severozápadním okraji území se nachází nepojmenovaný kopec s kótou 635 m. Severně od území obce se nachází hora Mařenka (711 m). 
V údolí Šebkovického potoka se nedaleko silnice II/410 a hájenky nachází PR Blatná hráz, na údolí potoka se pak nachází východně od obce PR U hájenky. 
V jižní části území obce se nachází zastavěná část území obce, v severní části u silnice II/410 se nachází hájenka.

## Historie
První zmínka o obci se nachází v Zemském archivu v Brně a pochází z počátku 13. století. Pro vesnici se používaly dříve i názvy Czidlin, Czydlina, Cžidlin, pravděpodobně název vznikl podle původního jména potoka, který obcí protéká. Tj. výraz cidlina by měla znamenat jako čistá, čirá či říčka s čistou vodou. Mezi 12. a 13. stoletím vesnice měla být darována markrabětem Vladislavem klášteru v Louce, kolem vesnice měly dříve stát i další vesnice, byly to Dubec, Cidlinka, Martinice a Příluky, tyto vesnice později zanikly. Cidlina měla také být zničena či opuštěna.
V roce 1356 vesnice patřila Mikulášovi z Cidliny. Následně pak vesnice v roce 1364 patřila Jimramovi z Jakubova. Roku 1464 patřila vesnice Matěji a Jiříkovi Cvrčkovým z Cidliny. Posléze vesnice střídala majitele, patřila Čechtínským nebo Lesonickým pánům. Po roce 1542 pak vesnice zpustla a byla roku 1598 prodána. V druhé polovině 16. století se uvádí jako pustá. Noví obyvatelé do obce přišli snad v roce 1624, kdy se stala součástí panství Lesonice. Občané vesnice se v roce 1775 zúčastnili povstání nevolníků. Od roku 1689 vlastnil lesonické panství Karel Gotfried Aichpichl. V roce 1772 pak zakoupil panství František Nadásdy, roku 1810 pak Terezie Trauttmansdorfová a v roce 1823 pak Emilie Reichenbachová. Pak vlastnili panství Löwenstein-Wertheim-Freudenbergové.
Do roku 1875 byla vesnice začleněna pod Babice. Součástí lesonického panství byla vesnice až do roku 1849, pak byla součástí okresu Znojmo a od roku 1896 součástí okresu Moravské Budějovice. V roce 1912 byla ve vsi zřízena škola. Po skončení druhé světové války bylo ve vsi zřízeno JZD, to se roku 1965 sloučilo do JZD Lesonice a roku 1978 se pak JZD sloučily do JZD Nový Život v Jakubově.
Mezi lety 1980 a 1994 patřila Cidlina pod Lesonice.
Do roku 1849 patřila Cidlina do lesonického panství, od roku 1850 patřila do okresu Znojmo, pak od roku 1896 do okresu Moravské Budějovice a od roku 1960 do okresu Třebíč. Mezi lety 1850 a 1875 patřila Cidlina pod Babice a mezi lety 1980 a 1990 byla obec začleněna pod Lesonice, následně se obec osamostatnila.
| Rok            | 1869 | 1880 | 1890 | 1900 | 1910 | 1921 | 1930 | 1950 | 1961 | 1970 | 1980 | 1991 | 2001 | 2011 | 2021 |
| -------------- | ---- | ---- | ---- | ---- | ---- | ---- | ---- | ---- | ---- | ---- | ---- | ---- | ---- | ---- | ---- |
| Počet obyvatel | 218  | 233  | 258  | 236  | 227  | 225  | 215  | 186  | 188  | 157  | 155  | 126  | 117  | 117  | 84   |
| Počet domů     | 38   | 40   | 43   | 44   | 46   | 47   | 48   | 51   | 47   | 42   | 41   | 50   | 49   | 50   | 51   |

## Politika
V letech 2006–2010 působil jako starosta Miroslav Trojan, od roku 2010 do roku 2014 tuto funkci zastával Miroslav Smetana, od roku 2014 působí jako starosta Libor Veselý, ten funkci obhájil i v roce 2022.

### Volby do Poslanecké sněmovny
|       | 2006              | 2010              | 2013              | 2017              | 2021              |
| ----- | ----------------- | ----------------- | ----------------- | ----------------- | ----------------- |
| 1.    | ČSSD (31,94 %)    | KDU-ČSL (29,5 %)  | KSČM (31,14 %)    | ANO (35,59 %)     | ANO (31,88 %)     |
| 2.    | KDU-ČSL (31,94 %) | KSČM (21,31 %)    | ČSSD (22,95 %)    | KSČM (18,64 %)    | SPOLU (23,18 %)   |
| 3.    | KSČM (18,05 %)    | ČSSD (21,31 %)    | KDU-ČSL (18,03 %) | KDU-ČSL (18,64 %) | SPD (18,84 %)     |
| účast | 86,75 % (72 z 83) | 81,33 % (61 z 75) | 82,43 % (61 z 74) | 80,82 % (59 z 73) | 93,24 % (69 z 74) |

### Volby do krajského zastupitelstva
|      | 1.                 | 2.                    | 3.                    | účast             |
| ---- | ------------------ | --------------------- | --------------------- | ----------------- |
| 2000 | 4KOALICE (45,09 %) | KSČM (21,56 %)        | SNK (19,6 %)          | 52,0 % (52 z 100) |
| 2004 | KDU-ČSL (56,75 %)  | KSČM (21,62 %)        | SNK (16,21 %)         | 42,53 % (37 z 87) |
| 2008 | KSČM (30,76 %)     | ČSSD (26,92 %)        | KDU-ČSL (25 %)        | 63,41 % (52 z 82) |
| 2012 | KSČM (41,66 %)     | ČSSD (25 %)           | KDU-ČSL (18,75 %)     | 69,01 % (49 z 71) |
| 2016 | KDU-ČSL (26,31 %)  | ANO 2011 (21,05 %)    | KSČM (18,42 %)        | 51,35 % (38 z 74) |
| 2020 | ANO (31,81 %)      | KDU-ČSL (25 %)        | STAN+SNK ED (11,36 %) | 59,46 % (44 z 74) |
| 2024 | ANO (42 %)         | ODS+TOP 09+STO (18 %) | KDU-ČSL (14 %)        | 61,73 % (50 z 81) |

### Prezidentské volby
V prvním kole prezidentských voleb v roce 2013 první místo obsadil Miloš Zeman (21 hlasů), druhé místo obsadil Jiří Dienstbier (16 hlasů) a třetí místo obsadil Zuzana Roithová (7 hlasů). Volební účast byla 78,67 %, tj. 59 ze 75 oprávněných voličů. V druhém kole prezidentských voleb v roce 2013 první místo obsadil Miloš Zeman (52 hlasů) a druhé místo obsadil Karel Schwarzenberg (10 hlasů). Volební účast byla 82,67 %, tj. 62 ze 75 oprávněných voličů.
V prvním kole prezidentských voleb v roce 2018 první místo obsadil Miloš Zeman (32 hlasů), druhé místo obsadil Pavel Fischer (11 hlasů) a třetí místo obsadil Jiří Drahoš (11 hlasů). Volební účast byla 78,38 %, tj. 58 ze 74 oprávněných voličů. V druhém kole prezidentských voleb v roce 2018 první místo obsadil Miloš Zeman (45 hlasů) a druhé místo obsadil Jiří Drahoš (18 hlasů). Volební účast byla 84,00 %, tj. 63 ze 75 oprávněných voličů.
V prvním kole prezidentských voleb v roce 2023 první místo obsadil Andrej Babiš (25 hlasů), druhé místo obsadil Petr Pavel (22 hlasů) a třetí místo obsadil Pavel Fischer (11 hlasů). Volební účast byla 85,90 %, tj. 67 ze 78 oprávněných voličů. V druhém kole prezidentských voleb v roce 2023 první místo obsadil Petr Pavel (40 hlasů) a druhé místo obsadil Andrej Babiš (34 hlasů). Volební účast byla 93,67 %, tj. 74 ze 79 oprávněných voličů.

## Zajímavosti a pamětihodnosti
- Karlova studánka
- Blatná hráz – přírodní rezervace
- Výklenková kaple ve vsi u čp. 41
- Kamenný kříž a dřevěná zvonice na návsi
- Památník obětem 1. světové války z roku 1932

## Osobnosti
- Františka Floriánová (1882–1962)
- Ludvík Stehlík (1884–1977), spisovatel a oběť Babického procesu

## Čestní občané obce
Obec Cidlina udělila dvěma občanům čestné občanství, stalo se 24. září 2011.
- Oldřich Pelčák, kosmonaut náhradník
- Jarmila Jurečková, novinářka